# ATP Challenger Seoul
Das ATP Challenger Seoul (offizieller Name: Seoul Open Challenger) ist ein seit 2000 jährlich stattfindendes Tennisturnier in Seoul. Es ist Teil der ATP Challenger Tour und wird im Freien auf Hartplatz ausgetragen. Im Einzel dominierte jahrelang der Lokalmatador Lee Hyung-taik, der in den Jahren 2000 bis 2008 insgesamt siebenmal Turniersieger wurde. Seit 2010 konnte Lu Yen-hsun dreimal hintereinander das Turnier gewinnen und ist somit der zweiterfolgreichste Spieler in der Geschichte des Turniers.

## Liste der Sieger

### Einzel
| Jahr                         | Sieger                 | Finalgegner             | Ergebnis          |
| ---------------------------- | ---------------------- | ----------------------- | ----------------- |
| 2024                         | Nikolos Bassilaschwili | Taro Daniel             | 7:5, 6:4          |
| 2023                         | Bu Yunchaokete         | Aleksandar Vukic        | 7:64, 6:4         |
| 2022                         | Li Tu                  | Wu Yibing               | 7:65, 6:4         |
| 2020–2021: nicht ausgetragen |                        |                         |                   |
| 2019                         | Kwon Soon-woo          | Max Purcell             | 7:5, 7:5          |
| 2018                         | Mackenzie McDonald     | Jordan Thompson         | 1:6, 6:4, 6:1     |
| 2017                         | Thomas Fabbiano        | Kwon Soon-woo           | 1:6, 6:4, 6:3     |
| 2016                         | Serhij Stachowskyj     | Lu Yen-hsun             | 4:6, 6:3, 7:67    |
| 2015                         | Gō Soeda               | Chung Hyeon             | 3:6, 6:3, 6:3     |
| 2014                         | nicht ausgetragen      | nicht ausgetragen       | nicht ausgetragen |
| 2013                         | Dušan Lajović          | Julian Reister          | kampflos          |
| 2012                         | Lu Yen-hsun (3)        | Yūichi Sugita           | 6:3, 7:64         |
| 2011                         | Lu Yen-hsun (2)        | Wang Yeu-tzuoo          | 7:5, 6:3          |
| 2010                         | Lu Yen-hsun (1)        | Kevin Anderson          | 6:3, 6:4          |
| 2009                         | Lukáš Lacko            | Dušan Lojda             | 6:4, 6:2          |
| 2008                         | Lee Hyung-taik (7)     | Ivo Minář               | 6:4, 6:0          |
| 2007                         | Dudi Sela              | Konstantinos Economidis | 6:4, 6:4          |
| 2006                         | Lee Hyung-taik (6)     | Björn Phau              | 6:2, 6:2          |
| 2005                         | Lee Hyung-taik (5)     | Nicolas Thomann         | 4:6, 6:1, 7:66    |
| 2004                         | Lee Hyung-taik (4)     | Jean-René Lisnard       | 3:6, 7:5, 6:2     |
| 2003                         | Lee Hyung-taik (3)     | Dennis van Scheppingen  | 6:3, 6:3          |
| 2002                         | Werner Eschauer        | Igor Kunizyn            | 6:2 aufgg.        |
| 2001                         | Lee Hyung-taik (2)     | Gōichi Motomura         | 6:3, 6:4          |
| 2000                         | Lee Hyung-taik (1)     | Radek Štěpánek          | 6:4, 6:4          |

### Doppel
| Jahr                         | Sieger                                | Finalgegner                           | Ergebnis          |
| ---------------------------- | ------------------------------------- | ------------------------------------- | ----------------- |
| 2024                         | Saketh Myneni Ramkumar Ramanathan     | Vasil Kirkov Bart Stevens             | 6:4, 4:6, [10:3]  |
| 2023                         | Max Purcell (2) Yasutaka Uchiyama     | Chung Yun-seong Yūta Shimizu          | 6:1, 6:4          |
| 2022                         | Kaichi Uchida Wu Tung-lin             | Chung Yun-seong Aleksandar Kovacevic  | 6:72, 7:5, [11:9] |
| 2020–2021: nicht ausgetragen |                                       |                                       |                   |
| 2019                         | Max Purcell (1) Luke Saville          | Ruben Bemelmans Serhij Stachowskyj    | 6:4, 7:67         |
| 2018                         | Toshihide Matsui Frederik Nielsen     | Chen Ti Yi Chu-huan                   | 6:4, 7:63         |
| 2017                         | Hsieh Cheng-peng Peng Hsien-yin (3)   | Thomas Fabbiano Dudi Sela             | 5:1 aufgg.        |
| 2016                         | Matt Reid John-Patrick Smith          | Gong Maoxin Yi Chu-huan               | 6:3, 7:5          |
| 2015                         | Gong Maoxin Peng Hsien-yin (2)        | Lee Hyung-taik Danai Udomchoke        | 6:4, 7:5          |
| 2014                         | nicht ausgetragen                     | nicht ausgetragen                     | nicht ausgetragen |
| 2013                         | Marin Draganja Mate Pavić             | Lee Hsin-han Peng Hsien-yin           | 7:5, 6:2          |
| 2012                         | Lee Hsin-han Peng Hsien-yin (1)       | Lim Yong-kyu Nam Ji-sung              | 7:63, 7:5         |
| 2011                         | Sanchai Ratiwatana Sonchat Ratiwatana | Purav Raja Divij Sharan               | 6:4, 7:63         |
| 2010                         | Rameez Junaid Frank Moser             | Vasek Pospisil Adil Shamasdin         | 6:3, 6:4          |
| 2009                         | Rik De Voest (2) Lu Yen-hsun (2)      | Sanchai Ratiwatana Sonchat Ratiwatana | 7:65, 3:6, [10:6] |
| 2008                         | Łukasz Kubot Oliver Marach            | Sanchai Ratiwatana Sonchat Ratiwatana | 7:5, 4:6, [10:6]  |
| 2007                         | Rik De Voest (1) Lu Yen-hsun (1)      | Sanchai Ratiwatana Sonchat Ratiwatana | 6:3, 7:5          |
| 2006                         | Alexander Peya (2) Björn Phau (2)     | Florin Mergea Danai Udomchoke         | 6:4, 6:2          |
| 2005                         | Alexander Peya (1) Björn Phau (1)     | Rik De Voest Łukasz Kubot             | 0:6, 6:4, [10:7]  |
| 2004                         | Ashley Fisher (2) Robert Lindstedt    | Johan Landsberg Thomas Shimada        | 7:5, 7:60         |
| 2003                         | Alex Kim Lee Hyung-taik               | Alex Bogomolow Jeff Salzenstein       | 1:6, 6:1, 6:4     |
| 2002                         | Jaymon Crabb Mark Nielsen             | Federico Browne Rogier Wassen         | kampflos          |
| 2001                         | František Čermák Jaroslav Levinský    | Yves Allegro Marco Chiudinelli        | 5:7, 7:68, 6:3    |
| 2000                         | Tim Crichton Ashley Fisher (1)        | František Čermák Ota Fukárek          | 6:4, 6:4          |